# أطفال الدم والعظام
أطفال الدم والعظام هي رواية خيالية للمراهقين صُدرت في عام 2018 كتبتها الروائية النيجيرية الأمريكية تومي ايديمي. يُعد الكتاب أول رواية لايديمي وثلاثية مخطط له؛ حيث تُتابع البطلة زيلي اديبولا محاولةً استرجاع السحر للمملكة اوريشا بعد القمع الوحشي للطبقة الحاكمة الكوساديان لفئة ممارسي السحر وزيلي التي تنتمي إلى ماجي. عند تأليف الكتاب على مدى 18 شهر و45 مسودة استمدت ايديمي بعض الإستلهامات من روايات كهاري بوتر وجمرة في الرماد بالإضافة إلى ميثولوجية غرب افريقيا وثقافة ولغة اليوروبا مما أضاف لها بعض الإلهام لتطوير قصة أطفال الدم والعظام هو شعورها باليأس جَراء إطلاق الشرطة النار على الأمريكيين السود، تلقى الكتاب إحدى أكبر الصفقات نشرالكتب المراهقين، بالإضافة إلى حقوق بيع مسبقة لشركة فوكس 2000 بيكتشرز، حَلت الرواية المرتبة الأولى في قائمة نيويورك تايمز لأفضل كتب المراهقين مبيعاً وكانت غالبية التعليقات التي تلقاها الكتاب إيجابية، عبّر النُقاد عن كشفها عن الاضطهاد والعنصرية والاستعباد من خلال خدمة كوسيدان وماجي كبدلاء لجماعات العالم الحقيقي، كما تُعد القصة تتبعيه حيث تتبع نمو الشخصيات من خلال اكتشاف الشخصيات قدراتها على المساعدة في تشكيل العالم من خلال أفعالها.

## التطور و الإلهام
عملت تومي إديمي على مخطوطة غير ناجحة لمدة ثلاث سنوات قبل بداية عملها على أطفال الدم والعظام جاءت فكرة الرواية بعد رحلة إلى البرازيل. تقول: كُنت في متجر هدايا وقد تم تصوير الاله الأفريقية بطريقة جميلة ومقدسة مما جعلني اُفكر كثيرًا في الصور الجميلة التي لم نميزها ولم نلاحظها وتضم أناسًا من العرق الأسود, إن رغبتها في كتابة حكاية ملحمية ذات أصول من غرب إفريقيا تناسبت مع رغبتها في الرد على وحشية وعنف الشرطة، أثرت سلسلة عنف الشرطة ضد السواد بشكل كبير على اديمي؛ فقد ارادت الهروب من العجز والخوف الذين شعرت بهما بقولها: ما الفائدة اذا انتهت حياتي بسبب فوهة مسدس رجل شرطة؟ تضمنت نهاية الرواية ملاحظة للمؤلفة حيث تستدعي اديمي العواطف بأخبارها للقارئ "ذا بكوا حزنا على زليخة أو بكوا على أطفال بريئين كجوردن إدوارد و تامر وايس وايانا ستانلي ستونز.
استلهمت تومي إديمي من ثقافة اليوروبا والخيال الغربي مثل هاري بوتر والأفاتار: أسطورة انج ومن كل من أساطير غرب أفريقيا وحركة "حياة السود مهمة" كما استشهدت بكتب كخالق هيئة الظل وجمره في الرماد كمصدر إلهام أساسي. أخيرًا تأثرت أدييمي أيضا برد الفعل العنيفة ضد الشخصيات السوداء في فيلم ألعاب الجوع: أرادت كتابة قصة مُتقنه حتى العنصريين أنفسهم سيتتوقون لقراءتها.
عملت أدييمي كمدربة للكتابة الإبداعية أثناء كتابتها للرواية، في حين أن مسودتها الأولى حُذفت منها أقسام رئيسية من القصة فإن المسودة الثانية التي أجبرت في نهاية المطاف على إكمالها في غضون شهر للدخول بها في مسابقة كتابة؛ حيث شعرت أنها بحاجة إلى أن تكون بمستوى توقعاتها، بالنسبة لأدييمي فإنها لم تكن تريد شيئًا سوى أن يكون الكتاب ناجحًا ومثاليًا نظرًا للضغوط المفروضة على المؤلفين والكُتّاب السود: " ان أضع وجه زيلي على غلاف هذا الكتاب وأقدم أي شيء أقل من قصة رائعة لأنه بالنسبة للأطفال الذين لم يروا أنفسهم من قبل فإنهم بحاجة إلى رؤية ذلك، هم في حاجة إلى معرفة أنهم جميلون وأقوياء"، كتبت الكتاب أثناء انغماسها في مشاهدة البرنامج التلفزيوني الزوجة الصالحة وقد كانت تشغله في الخلفية، أصبحت منهكة للغاية من خلال العمل المستمر للكتابة لدرجة أنها أصبحت مرتبكة حتى أنها في مرحلة ما اعتقدت أنها كانت محامية، استغرقت عملية التحرير بأكملها ثمانية عشر شهرًا لإكمالها مرورًا ب 45 مسودة. أرادت أدييمي بناء عالم كامل كما في شخصية جي كي رولنج في سلسلة هاري بوتر، على الرغم من أنها لم تعجبها عندما كانت الشخصية تدعى جي كيه الأسود ولينج فهي تفضل استخدام عبارات مثل جي كيه الجديد رولينج بدل من ذلك ، عملت بجد لرسم خريطة للمسافات بين المدن والوقت الذي سيستغرقه الحصان والأسد للسفر بينهما بالإضافة إلى التفكير في الآثار المنطقية لاختياراتها الإبداعية مثل وجود شخصيات تركب القطط الكبيرة، توجب عليها أيضًا معرفة أوجه التشابه في عالمها الخيالي لقضايا مثل تفتيح البشرة التي لن تكون موجودة في عالم بدون أشخاص بيض، حصلت على مساعدة في بعض الأحيان من والدتها النيجيرية لتسمية بعض الأشياء كالتعويذات التي تنطوي على استخدام لغة اليوروبا.

## تاريخ النشر
انضمت أدييمي لبيتش وارز وهي مسابقة تنسق أعمال الكُتاب الناشئين مع المحررين والمؤلفين الموجهين لمراجعة أعمالهم قبل تقديمها إلى الوكلاء الأدبيين، أصبحت ممثلة من قبل ألكسندرا الميكانيكي وهيلاري جاكوبسون من شركاء آي سي إم، أما في عام 2017 فقد بيعت حقوق نشر كتاب أطفال الدم والعظام كثلاثية لتشمل كتابين آخرين وحقوق الإنتاج السينمائي الذي تم بيعه إلى فوكس 2000. يُقال إن هذه الصفقات وصلت أرباحها إلى سبعة أرقام كناية على ضخامة الرقم ، مع حلول الموعد النهائي الذي وصفها بأنها واحدة من أكبر صفقات نشر روايات المراهقين على الإطلاق  حيث كانت أدييمي تبلغ من العمر 23 عاما آنا ذاك.
تم نشر أطفال الدم والعظام في 6 مارس 2018 من قبل كتب شركة هنري هولت للقراء الشباب بعد أن أُطلق عليها ;"اكبر رواية خيالية لكاتبة ناشئة في عام 2018" وواحدة من أكثر الكتب المنتظرة لهذا العام، تم نشر تكملة أبناء الفضيلة والانتقام في ديسمبر 2019.

## الحبكة
تدور أحداث الرواية في بلد اوريشا الخيالي الذي يفترض أنه في مكان ما في نيجيريا ما قبل الاستعمار يسكنه جماعتان متميزتان من الناس: الديفينرز الذين لديهم القدرة على أن يصبحوا ماجي سحريين ويتميزون بشعر أبيض و كوسدان الغير قادرين على السحر، قبل أحد عشر عامًا من أحداث الكتاب اكتشف الملك ساران كيفية إيقاف السحر وأمر بقتل
العديد من العرافين العُزل بما في ذلك والدة زيلي أديبولا، تعرض الديفينرز منذ ذلك للقمع الشديد، بعد زيارة العاصمة لاغوس لكسب ما يكفي من المال لسداد الضريبة المتزايدة على الديفينرز تساعد زيلي وشقيقها تزين فتاة نبيلة على الفرار من براثن الحراس المحليين، تبين فيما بعد إن هذه الفتاة هي الأميرة أماري ابنة الملك ساران التي سرقت لفافة سحرية تُمكن من استعادة القوى السحرية لأي ديفينر يلمسها، إن السبب في سرقة أماري للفافة هو أنه بعد أن لمستها خادمتها وصديقتها المقربة وتدعى بنتا عادت قواها إلى الحياة ولكن بعد أن تم إعادة القبض عليها حاول الملك ساران
قتلها كما فعل مع والدتها من قبلها ولكن السيدة زيلي التي كانت لديها المقدرة على إيقاظ قواها السحرية التي تمنحها القدرة بالسيطرة على الأرواح تمكنت من حمايتها. بعد ذلك تتم مطاردة الثلاثي من قِبل وحدة من الحراس بقيادة شقيق أماري الأمير إينان والأدميرال كآيا، يسافر الثلاثة إلى معبد ماجي في تشاندومبلي، يخبرهم الكاهن المتبقي في المعبد ليكان أنه يجب عليهم استخدام اللفافة السحرية
وخنجر العظام (الذي يعطيهم) وقطعة أثرية تسمى حجر الشمس لأداء طقوس لتجديد الاتصال بين الماجي والآلهة الذين يعتبرون مصدر كل السحر، يقوم بأداء طقوس على زيلي حتى تتمكن من إكمال الاتصال ثم يضحي الكاهن بنفسه لإيقاف الحراس أثناء هروب الثلاثي، لا أحد يعلم أن لمس اللفافة قد اعطى الأمير إينان قدرات سحرية للكشف عن مشاعر وذكريات الآخرين، ضَبط كآيا إينان باستخدام هذه القدرات لتتبع الثلاثي وجعل إينان يستخدم سحره عن طريق الخطأ للقضاء عليها.
يجد الثلاثي نفسه في إيبيجي حيث يستخدم حجر الشمس كجائزة لألعاب الساحة المائية المهلكة، يوافقون على المنافسة وتستخدم زيلي سلطاتها للفوز بحجر الشمس أما الآن في حيازة جميع القطع الأثرية الثلاث، تستمر المجموعة في طريقها حتى يلحق بها إينان، في الفوضى التي تلت ذلك القبض على تزين وأماري في الغابة من قبل مجموعة غير معروفة، يوافق إينان على مساعدة زيلي في إنقاذ إخوتهم، أثناء الإنقاذ يتعلمون أن المجموعة هي حقًا مستوطنة الديفينرز وبعضهم قد اُستعيدت قوتهم عندما تعرضوا للفافة قبل أن تأخذها قوات الملك.
عند سماع الديفينرز بمهمة المجموعة قرروا إقامة مهرجان لأم السماء حيث سيتمكن الديفينرز الباقون من لمس اللفافة، بحلول هذا الوقت وافق إينان الذي تطورت لديه مشاعر رومانسية تجاه زيلي على المساعدة في استعادة السحر، مع ذلك يجد ساران وحراسه المخيم ويدمرونه ويأسرون زيلي، خلال المبارزة بين الحراس الديفينرز يستخدم كوامي وهو ماجي قادر على التحكم في النار سحره للتضحية بنفسه ويخرج الحراس معه، هذا العرض السحري القوي أخاف إينان ما جعله يغير رأيه مرة أخرى ويخفي سحره مع العلم أن والده سيقضي عليه إذا كشف أنه ماجي، عُذب ساران
زيلي في سبيل معرفة كيفية تدمير اللفافة وإزالة قدرتها السحرية في هذه العملية. كوّن كلًا من تزاين وأماري فريقاً واخرجا زيلي من السجن، لم تكشف زيلي عن فقدان قوتها واستئجار مجموعة من
المرتزقة بقيادة روين الذين سمح لهم بالتسلل إلى الجزيرة السرية والمعبد لأداء الطقوس، مع ذلك بمجرد دخولهم وجدوا أنه نصب لهم كمين من قبل ساران و إينان اللذان يحتجزان والد زيلي وتزين، تشعر زيلي بالعجز وتوافق على التخلي عن القطع الأثرية مقايضةً بحياتها وحياة والدها، عندما تغادر زيلي المعبد تأمر ساران بالقضاء على والدها بأي طريقة كانت، ايقظ سحر الروح والدم الذي يمتلكه والدها زيلي وتستخدم قوتها المستعادة لمهاجمة الكوسيدان. تستخدم إينان غضبها وسحرها لصالحه لأنه يثير هجوما يدمر اللفافة، يستخدم إينان دون تفكير سحره لوقف الهجوم على ساران، ثم
يحاول ساران القضاء على حياة ابنه لكونه ماجي سري ولكن بدلًا من ذلك يقضى عليه من قبل أماري الذي كان يستشيط غضباً. لأن زيلي غير قادرة على إصلاح التمرير تستخدم سحر الدم وتعويذة من ابتكارها الخاص لإكمال الطقوس التي يتضح فيما بعد أن هذه العملية ستجعلها تلقي حتفها، ثم تتمكن زيلي من التحدث مع والدتها والتحدث نيابةً عن الآلهة في الحياة الآخرة التي تشيد بها وتعيدها، يختتم الكتاب عندما تعلم زيلي أن اماري لديه الآن القدرة على السحر.

## الموضوعات
يثير الصراع بين الكوسيدان والماجي حيث يمتلك الكوسيدان بشرة أنعم واستعباد أقلية من الماجي وقضايا العرق والطبقية وكيف يمكن استخدامها لتقسيم الأمة   تصبح الطبقية في نهاية المطاف موقفا للعرق في الكتاب، لا تخجل القصة من إظهار الطريقة التي يمكن بها ربط السلطة بالوحشية، يشعر ساران أن الطريقة الوحيدة للحفاظ على السيطرة الشخصية والعرقية هي من خلال قمع واستعباد الأقلية. بالنسبة لساران فإنه لا يكفي السيطرة على الماجي؛ يجب عليه أيضا إطفاء أملهم والتهديد بالإبادة الجماعية ، في جميع أنحاء الكتاب يستجيب الماجي لهذا الاضطهاد بطرق مختلفة. زيلي التي رأت والدتها تُقتل ووالدها يتعرض للضرب وحريتها تتعرض للخطر على أيدي الحراس أو الشرطة، لكن بمجرد رد فعل واحد بتصميمها استطاعت المقاومة والإطاحة بالنظام الاجتماعي وتقدم نموذجًا للناشطين السود في الحياة الحقيقية،  إينان بصفته ماجي وكوسيدان لديه رد فعل مختلف، بدلًا من ذلك يريد أن يرى الشعبين متحدين، يعمل سحر الماجي أيضا كعلاقة بين الإنسانية والآلهة.
تحكي الرواية أيضا قصة أكثر حميمية حيث يكافح الأطفال للحصول على رضى والديهم، يريد إينان الوفاء بواجبه تجاه والده ومملكته من أجل أن يكون أميرا مخلصًا ولكنه أيضا ماجي ولديه اتصال شخصي مع ماجي آخر من خلال زيلي. تناولت الرواية أيضا تعقد الأمور للمراهقين الذين يتوقون إلى القفز إلى عالم البالغين والاندماج في مشاكل الكبار سعيًا منهم في اكتشاف أنفسهم،  في حين أنهم يكافحون مع ثقل وزن هذه الالتزامات فإن وجهة نظر الشخصيات في الكتاب قادرة على إظهار الحكمة والشجاعة والرحمة بما يتجاوز قدرة البالغين الذين يسعون إلى إرضائهم.
في نهاية المطاف، الشخصيات النسائية هي التي تنجو من الصدمة وتظهر التقدم والتطور. في حين أن زيلي تخطئ بوصف أماري في البداية على أنها ضعيفة، يصبح من الواضح أن أماري تعلمت استراتيجيات تأقلم أخرى أثناء البقاء على قيد الحياة تحت إشراف والدها المسيء. هناك قدر كبير من الخسارة في الكتاب، مع وفاة العديد من الشخصيات المهمة للأبطال، لكن زيلي وأماري استطاعا مواصلة جهودهما معًا .

## التقييمات التي تلقتها
تلقت قصة أطفال الدم والعظام مراجعات إيجابية بشكل عام؛ حيث ترسّمت في المرتبة الأولى في قائمة نيويورك تايمزللكتب المراهقين الأكثر مبيعا وتلقت الثناء من الصحيفة لكيفية "غزو حدود الخيال إلا إنها شهدت موجة لوم أيضًا" ، لقد قامت دار نشر ويكلي بتقييم الرواية بنجمة لشخصياتها المعقدة وسردها المتلألئ، كما أن كيركوس أعطى الكتاب مراجعة نجمة ورشحه لجائزة كيركوس ووصف الكتاب بأنه " قوي وآسر ومبتكر" أشادت صحيفة تشاريس جونز من الولايات المتحدة الأمريكية بالرواية وقيمتها بأربعة من أصل أربع نجوم: "على الرغم من أن أفكار الخيال التي استوحتها تومي أدييمي من أفريقيا قد كُتبت للشباب فإن القراء من جميع الأعمار سوف تأسرهم هذه الحكاية المثيرة،" ووصف ديفيد كانفيلد من مجلة إنترتينمنت ويكلي الرواية بأنها "مبهرة" بسبب نجاح المؤلفة من أول عمل لها. أشاد المؤلف والشاعر كيران ميلوود هارغريف في صحيفة الجارديان، بالرومانسية التي تتحول من الكره إلى الحب والتي تأتي مع مخاطرة عالية والعلاقة التي تُدرك بشكل واقعي وعاطفي، كل ذلك مُلئ في مغامرة", قال نادي ذا ڤي بطريقة أقل إيجابية أن الكتاب فشل في الارتقاء إلى أوج مستواه منتقدا الطريقة التي يعمل بها السحر في الرواية وطولها.
اختار مشاهدو برنامج "عرض الليلة من تقديم جيمي فالون" في عام 2018 أطفال الدم والعظام كأول "قراءة صيفية".
ظهرت إديمي لاحقًا كضيفة في برنامج عرض الليلة في 24 يوليو 2018 لمناقشة الكتاب.

## الكتاب صوتي
أصدر كتاب صوتي مدته 18 ساعة من إلقاء باهني توربين في مارس 2018، حقق الكتاب الصوتي نجاحًا ملحوظًا حتى أنه في عام 2018 فاز بجائزة "اوديو أورد" لأفضل كتاب صوتي  وكان في المركز الثاني لأفضل كتاب صوتي للشباب، يوجد شيء سحري حول صوت توربين الذي ضبط بشكل مناسب مع الطبيعة الخيالية لهذه الرواية. قال رون تشارلز أحد أعضاء لجنة الحكام للجائزة: "شعرت بأني نُقلت إلى عالم أطفال الدم والعظام"، ثم بتقييم بنجمة واحدة قامت هايلي شومر بكتابة قائمة لكيفية تعديل الكتابة "استكمال وتيرة الرواية من خلال تعديلات توربين المناسبة للوتيرة"، كتب ماجي ناب في مجلة "سكول لايبراري" أن قدرة توربين على توفير أصوات فريدة ومميزة لكل من الشخصيات الرئيسية والشخصيات الداعمة، كما أشادت مراجعة نجوم الناشرين الأسبوعية بعمل توربين ";قراءة توربين الجريئة لخيال أدييمي المستقبلي الأفريقي تعزز سمعتها كواحدة من أفضل ممثلي الصوت الذين يعملون اليوم." صنفتها مجلة "اوديو فايل" كواحدة من أفضل الكتب الصوتية لهذا العام، مشيدةً بأصوات توربين وقدراتها على التقاط عناصر أخرى من الرواية، مثل الفنيات اللغوية اليوروبية.

## الإنتاج السينمائي
قبل النشر اختبرت روابة أطفال الدم والعظام لإنتاج فيلم أنتجته شركتا فوكس ٢٠٠٠ بيكتشرز وتمبل هيل برودكشنز، قدرت أدييمي العمل الذي قامت به فوكس 2000 وتمبل هيل في إنتاج الحب وسيمون وأنهم كانوا الاستوديوهات التي تولت إنتاج فيلم لكتاب" الكراهية التي تسببها، أعلن في فبراير ٢٠١٩ عن ريك فامويوا كمخرج للفيلم. قالت أدييمي إن طاقم أحلامها سيتضمن إدريس إلبا في دور ساران وفيولا ديفيس يلعبان دور ماما أغبا.
بعد أن استحوذت "شركة والت ديزني" على غالبية شركة فوكس فيرست سينتشري أغلقت فوكس ٢٠٠٠ ونقل المشروع إلى لوكاس فيلم مما يمثل أول مشروع أصلي حي للأستوديو منذ استحواذ ديزني عليه في عام 2012. علقت كاي أويغون (المعروفة بعملها في مسلسل إن بي سي الكوميدي والدراما، " نحن هولاء") لكتابة السيناريو للفيلم، أثناء حديثها إلى مراسل في هوليوود بيكشرزهوليوود في سبتمبر 2019 كشفت آلان هورن أن كاثلين كينيدي كانت تعمل في الواقع مع رئيسة مجلس إدارة الاستوديو الشقيق لشركة تونيذ سينتشري فوس إيما واتس لتطوير الفلم، أعلن كينيدي أن لوكاس فيلم في ديسمبر 2020 سيشارك في إنتاج الفيلم مع استوديوهات تونيذ سينتشري. حصلت باراماونت بيكتشرز في عام 2020 على حقوق إصدار مسرحي حصري مضمون مع إنتاج تيمبل هيل إنترتينمنت بجانب شركة صنسويبت للترفيه؛ ستكتب أدييمي السيناريو وتعمل كمنتج تنفيذي. وفقا لصحيفة هوليوود ريبورتر فقد أصبحت أدييمي غير راضية عن مستوى جهود شركة "لوكاس فيلم "وطلبت العمل ككاتبة سيناريوبدلا منهم لكن شركة "لوكاس فيلم" رفضت ذلك منذ أن أرادت" لوكاس فيلم"التركيز على حقوقها وممتلكاتها الفكرية الخاصة بـ "حرب النجوم وإنديانا جونز وويلو" فقد سمحت هي واستوديوهات تونيذ سينتشري بالتخلي عن حقوق فيلم أطفال الدم والعظام في أواخر عام 2021.